# Марселас (Њујорк)
Марселас (енгл. Marcellus) град је у америчкој савезној држави Њујорк.

## Демографија
По попису из 2010. године број становника је 1.813, што је 13 (-0,7%) становника мање него 2000. године.
| Група             | 2000.         | 2010.         |
| Белци             | 1.781 (97,5%) | 1.731 (95,5%) |
| Афроамериканци    | 6 (0,3%)      | 6 (0,3%)      |
| Азијати           | 5 (0,3%)      | 12 (0,7%)     |
| Хиспаноамериканци | 18 (1,0%)     | 26 (1,4%)     |
| Укупно            | 1.826         | 1.813         |